# Pachydissus camerunicus
Pachydissus camerunicus es una especie de escarabajo longicornio del género Pachydissus, tribu Cerambycini, subfamilia Cerambycinae. Fue descrita científicamente por Aurivillius en 1907.

## Descripción
Mide 27-58 milímetros de longitud.

## Distribución
Se distribuye por Angola, Camerún, Costa de Marfil, Gabón, Ghana, Nigeria, República Centroafricana, República del Congo y Sierra Leona.